# パンチョ・デミングス
パンチョ・デミングス（Pancho Demmings）は、アメリカ合衆国の俳優である。

## 出演作品

### 映画
- 逃亡者（若い刑務官）

### テレビ
- NCIS 〜ネイビー犯罪捜査班（ジェラルド・ジャクソン）
- 24 -TWENTY FOUR-
- CSI:ニューヨーク
- BONES - 骨は語る -